# ビジネス文書技能検定試験
ビジネス文書技能検定試験（ビジネスぶんしょぎのうけんていしけん）とは、財団法人実務技能検定協会が実施する、ビジネス文書作成に必要な能力を客観的に評価する検定試験。文部科学省後援。受験級には1級、2級、3級の3つがあるが、いずれも受験者制限はない。1・2級および2・3級の併願受験も可能。試験は年間で2回実施される。実施時期は7月上旬と12月上旬。

## 検定級と程度
3級
ビジネス文書作成技能について、知識と技能の基本を身につけ、上司の指示に従って普通の文書を正確に理解し、作成することができる。
2級
ビジネス文書作成技能について、知識と技能との全般を身につけ、自身のみで普通の文書を正確に理解し、作成することができる。
1級
ビジネス文書作成技能について、知識と技能とを十分に身につけ、必要に応じてこれらを適切に助言したり、添削指導を行うことができる。

## 合格基準
表記技能、表現技能、実務技能の3領域から出題される。3領域それぞれにおいて得点率が60%に達した場合、合格となる。